# Winfried Oppelt
Winfried Oppelt (* 5. Juni 1912 in Hanau; † 4. Oktober 1999 in Zorneding) war ein deutscher Ingenieur und Hochschullehrer. Er war Professor für Regelungstechnik an der Technischen Universität Darmstadt.

## Leben
Oppelt studierte Technische Physik und schloss das Studium 1934 als Dipl.-Ing. an der Technischen Hochschule Darmstadt ab. Bis 1937 arbeitete er bei der Deutschen Versuchsanstalt für Luftfahrt in Berlin und ging anschließend nach Kiel, um dort für das Unternehmen Anschütz zu arbeiten. Mit der Schrift Dämpfung von Regelvorgängen durch verzögerte Rückführung wurde er 1943 in Darmstadt promoviert.
Nach verschiedenen beruflichen Stationen, darunter am Wöhler-Institut der TH Braunschweig, war er ab 1952 Lehrbeauftragter für „Regelprobleme der Elektrotechnik“ an der TH Darmstadt. 1954 wurde hier beschlossen, den ersten Lehrstuhl für „Steuerungs- und Regelungstechnik“ in der Bundesrepublik Deutschland einzurichten. Oppelt wurde dann 1957 zum Professor berufen auf den zuvor gegründeten Lehrstuhl für Regelungstechnik im Institut für Regelungstechnik (IRT) des Fachbereichs Elektrotechnik und Informationstechnik. Seine ersten Assistenten waren K. Barth, R. Bräu und M. Thoma, der später Professor in Hannover wurde.
Oppelt baute hier zunächst neue Forschungsgebiete auf: „Theoretische Grundlagen der Regelungstechnik“, „Fahrzeug- und Flugregelung“ sowie „Der Mensch als Regler“. Im Jahre 1959 erfolgte dann die Gründung der Studienrichtung „Regelungstechnik und technische Elektronik“.
Nach Berufung von Henning Tolle wurde am Institut für Regelungstechnik neben dem vorhandenen Fachgebiet „Regeltechnik“ von Oppelt das zusätzliche Gebiet „Regelsystemtheorie“ eingerichtet. Damit wurden zugleich die Forschungen um die Gebiete „Künstliche Intelligenz“, „Autonome Systeme“ und „Darmstädter Roboterhand“ erweitert. Auf Grundlage eines Studienplans, den Robert Piloty und Winfried Oppelt entworfen haben, wurde 1968 der erste Informatikstudiengang in Deutschland an der Fakultät für Elektrotechnik der TH Darmstadt eingerichtet.
Im Jahre 1977 wurde Oppelt emeritiert, er war aber weiterhin wissenschaftlich tätig. Als sein Nachfolger bekam Rolf Isermann aus Stuttgart die Berufung für den Lehrstuhl „Regelsystemtechnik“. In Verbindung mit der 25-Jahr-Feier des Instituts für Regelungstechnik am 18. Juni 1982 erfolgte die Verleihung des Aachener und Münchner Preises der Dr. Carl Arthur-Pastor Stiftung an Winfried Oppelt. Zu seinen bekanntesten akademischen Schülern gehören die Professoren Manfred Thoma (Hannover), Ernst Dieter Gilles (Stuttgart und Magdeburg), Günther Schmidt (München) und Franz Mesch (Karlsruhe).
Oppelt verfügte über hohes Ansehen in der Fachwelt und über zahlreiche weltweite Kontakte, insbesondere hervorzuheben sind hier seine Beziehungen zu Fachkollegen in der ehemaligen DDR. Letztere gehen auf die ersten Institutsgründungen für Regelungstechnik im deutschsprachigen Raum zurück: 1955 an der TH Dresden durch Heinrich Kindler (1909–1985), im Jahre 1956 an der TH Darmstadt durch Winfried Oppelt sowie 1957 an der RWTH Aachen durch Otto Schäfer (1909–2000). Diese Reihe hat sich dann in rascher Folge an anderen Technischen Hochschulen fortgesetzt. Damit wurde zugleich eine Forderung von Hermann Schmidt erfüllt, die er zusammen mit dem von ihm geleiteten VDI-Fachausschuss für Regelungstechnik in der „Denkschrift zur Gründung eines Institutes für Regelungstechnik“ bereits 1941 erhoben hatte, die aber zunächst nur seine Berufung auf den ersten Lehrstuhl für Regelungstechnik in Deutschland an der TH Berlin-Charlottenburg zum Oktober 1944 bewirkte – die erste Institutsgründung blieb damals offen.
Winfried Oppelt und Heinrich Kindler hatten sich erfolgreich darum bemüht, trotz der wachsenden politischen Beschränkungen fachliche Verbindungen und auch persönliche Kontakte zu pflegen (sichtbar auch am Ehrendoktor für Kindler an der TH Darmstadt).
Diese Kontakte wurden von deren akademischen Schülern in West und Ost fortgesetzt, so dass sich besonders gute Beziehungen entwickelten zwischen den späteren Professuren von Manfred Thoma (Hannover), Günther Schmidt (München), Franz Mesch (Karlsruhe), Heinz Töpfer (Magdeburg, Dresden), Hans-Joachim Zander (Dresden), Karl Reinisch (Ilmenau) u. a. Oppelt pflegte seine vielen fachlichen und persönlichen Verbindungen in der ganzen Welt, nicht zuletzt nahm er regelmäßig alle drei Jahre am Internationalen Wissenschaftlichen Kolloquium (IWK) der TH Ilmenau mit jeweils einem Vortrag teil und führte hier Gespräche, insbesondere auch mit seinen Fachkollegen aus den östlichen Ländern.

## Auszeichnungen (Auswahl)
- 1965: Ehrendoktorat der TH München
- 1967: IEEE Life Fellow, Institute of Electric and Electronics Engineers, USA
- 1971: Wilhelm-Exner-Medaille
- 1971: Grashof-Denkmünze des Vereins Deutscher Ingenieure
- 1980: VDE-Ehrenring[3]
- 1982: Aachener und Münchener Preis für Technik und angewandte Naturwissenschaften

## Schriften (Auswahl)
- Winfried Oppelt: Kleines Handbuch technischer Regelvorgänge. Verlag Chemie, Weinheim, 1. Auflage 1954; 4. Auflage Verlag Chemie, Weinheim und Verlag Technik, Berlin 1964, 5. Auflage 1972 (auch mehrere Übersetzungen).
- Herbert Geyer, Winfried Oppelt (Hrsg.): Volkswirtschaftliche Regelvorgänge im Vergleich zu Regelvorgängen der Technik. Oldenbourg Verlag, München 1957.
- Winfried Oppelt, Gerhard Vossius (Hrsg.): Der Mensch als Regler. Verlag Technik, Berlin 1970.
- Winfried Oppelt: Über das Menschenbild des Ingenieurs – eine Bestandsaufnahme und offene Fragen bei der kybernetischen Modellbildung menschlichen Verhaltens. Franz Steiner Verlag, Wiesbaden, Stuttgart 1984.
- Winfried Oppelt: Eine Schichtenanordnung zur Darstellung der hynotischen Trancezustände. In: Experimentelle und klinische Hypnose 1990 VI Heft 1, S. 31–56.